# 巴布亞虹銀漢魚
巴布亞虹銀漢魚，為輻鰭魚綱銀漢魚目虹銀漢魚科的其中一種，分布於巴布亞紐幾內亞淡水流域，為熱帶魚類，體長可達5.5公分，棲息在水質清澈、沙泥底質且流動緩慢的溪流底中層水域，生活習性不明。

## 擴展閱讀
維基物種上的相關：巴布亞虹銀漢魚